# Orage (L9022)
El Orage (L9022) fue un landing platform dock de la Marine Nationale. Fue parte de la clase Ouragan y estuvo en servicio de 1968 a 2007.

## Construcción
Fue construido por DCN en Brest (Francia). Fue puesta la quilla en 1966; y fue botado el casco en 1967. Terminado, el buque fue introducido en 1968. Fue gemelo del Ouragan (L9021).

## Historia de servicio
Entró al servicio en 1968. A mediados de los años dos mil fue ofrecido a Argentina junto al Ouragan, pero este país no los compró. El Orage junto al Ouragan fue dado de baja en 2007.
Ambos buques, Orage y Ouragan, fueron sustituidos por los Mistral y Tonnerre.